# Edmund Fitzalan-Howard, 1. Viscount FitzAlan of Derwent

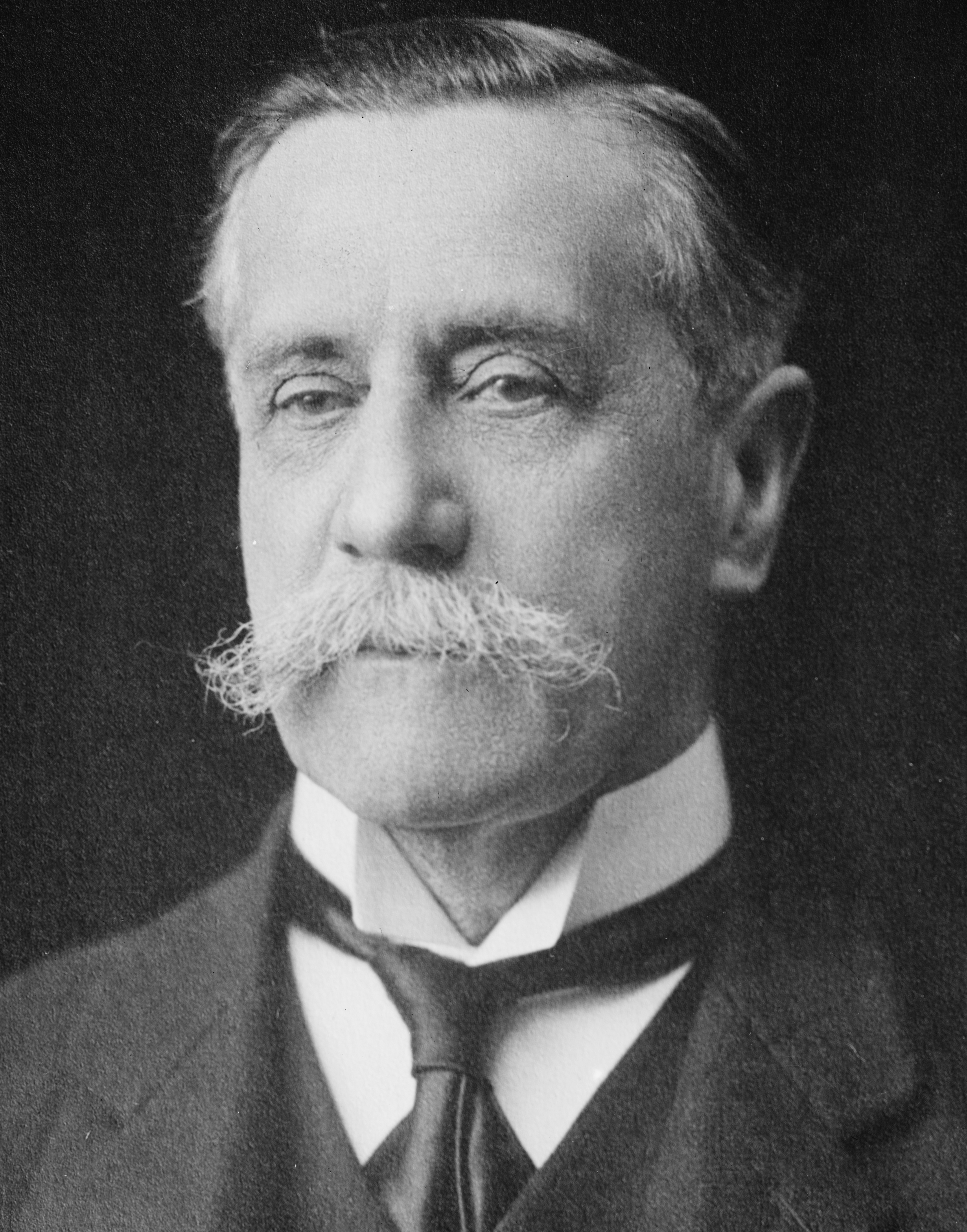
Edmund Fitzalan-Howard

Edmund Bernard Fitzalan-Howard, 1. Viscount FitzAlan of Derwent KG, PC, GCVO, DSO (* 1. Juni 1855 in London; † 18. Mai 1947 in Cumberland Lodge, Windsor) war ein britischer Adliger und konservativer Politiker, der von 1921 bis 1922 als letzter Lord Lieutenant of Ireland amtierte. Er war zugleich der erste und einzige Katholik seit dem 17. Jahrhundert, der dieses Amt wieder ausübte.

## Leben

### Herkunft und Jugend
Er stammte aus der Adelsfamilie Fitzalan-Howard und war der drittälteste Sohn von Henry Fitzalan-Howard, 14. Duke of Norfolk († 1860) und der Augusta Lyons sowie Bruder von Henry Fitzalan-Howard, 15. Duke of Norfolk. Als jüngerer Sohn eines Duke führte er von Geburt an das Höflichkeitsprädikat „Lord“. Lord Edmund Fitzalan-Howard genannt, änderte er seinen Familiennamen 1876 per Royal Warrant in Talbot, entsprechend dem letzten Willen von Bertram Arthur Talbot, 17. Earl of Shrewsbury (1832–1856) und war bis 1921 als Lord Edmund Talbot bekannt. In letzterem Jahr nahm er seinen ursprünglichen Familiennamen wieder an.
Er besuchte die Oratory School in Edgbaston und schlug zunächst eine militärische Laufbahn ein. Aus der Royal Sussex Militia wechselte er 1875 ins Regiment der 11th Hussars und erreichte bis 1891 den Rang eines Major.

### Eintritt in die Politik und Burenkrieg
Talbot trat 1880 erstmals für die Conservative Party im Wahlkreis Burnley um einen Parlamentssitz an. Dieser Versuch scheiterte ebenso wie die beiden folgenden 1883 und 1886 in einem Wahlkreis in Sheffield. Er wurde schließlich 1894 für den Wahlkreis Chichester ins House of Commons gewählt und behielt diesen Sitz bis zu seiner Erhebung in die Peerage 1921.
Von 1896 bis 1898 diente er unter dem Minister Lord Lansdowne als dessen Privatsekretär im Kriegsministerium, anschließend bis ins folgende Jahr als Staatssekretär im Außenministerium unter Lord Salisbury.
Als im Herbst 1899 der Zweite Burenkrieg ausbrach, ging Talbot als Offizier des Special Service nach Südafrika, wo er unter anderem als Deputy Assistant Adjutant General diente und den Rang eines Lieutenant Colonel erreichte. Er wurde für seinen Dienst mit der Queen’s South Africa Medal mit fünf Spangen sowie dem Distinguished Service Order ausgezeichnet und mentioned in dispatches. 1902 wurde er als Member in den Royal Victorian Order aufgenommen.

### Politische Karriere bis 1921
Nach seiner Rückkehr diente er wieder im Kriegsministerium unter dem Minister St John Brodrick, 1. Earl of Midleton und folgte diesem, als letzterer 1903 das Indienministerium übernahm. 1905 wurde Talbot Junior Lord of the Treasury. Nach dem Rücktritt der Regierung Balfour im Dezember 1905 und der liberalen Machtübernahme wurde Talbot Junior-Whip der Opposition im Unterhaus. 1913 wurde er als Nachfolger des ins Oberhaus gewechselten Lord Balcarres Chief Whip der immer noch in Opposition befindlichen Konservativen. Im gleichen Jahr übernahm er auch das Direktorenamt der London, Brighton and South Coast Railway. In der Ulster-Krise von 1914, ausgelöst durch den Government of Ireland Act, spielte Talbot eine wichtige Rolle bei der Mobilisierung der unionistischen Abgeordneten.
1915, nach der Bildung der Koalitionsregierung, wurde Lord Edmund einer der parlamentarischen Staatssekretäre in der Treasury, was er auch in der 1916 nachfolgenden Regierung Lloyd George bis 1921 blieb. 1917 wurde er zum Deputy Earl Marshal an der Seite seines Neffen, des noch minderjährigen 16. Duke of Norfolk, ernannt und behielt diesen Posten bis 1929. 1918 wurde Talbot in den Privy Council eingeschworen.
Nach dem Ende des Krieges wurde Lord Talbot 1919 zum Knight Grand Cross des Royal Victorian Order geschlagen und zum Friedensrichter in Sussex ernannt.

### Lord Lieutenant of Ireland

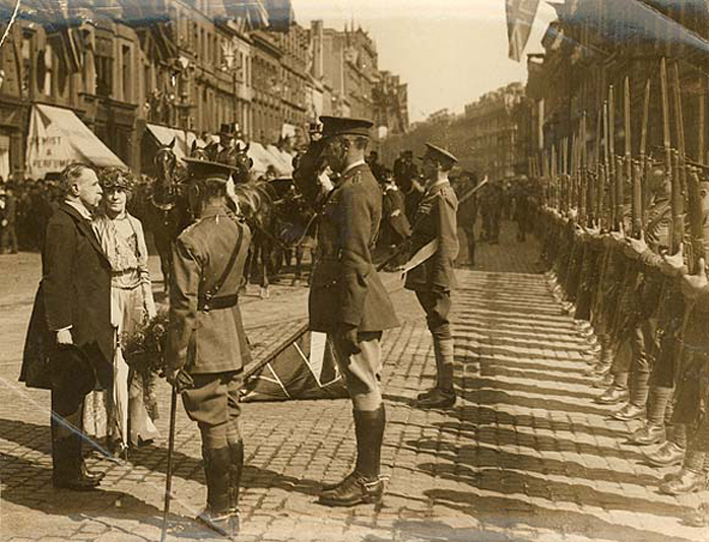
Fitzalan-Howard bei einer Truppeninspektion vor dem Belfaster Rathaus, 7. Juni 1921

Ende April 1921, wenige Monate vor dem Ende des Irischen Unabhängigkeitskrieges, wurde Talbot als Nachfolger des Feldmarschalls French zum Lord Lieutenant of Ireland ernannt und am 2. Mai 1921 als Viscount FitzAlan of Derwent, of Derwent in the County of Derby, in die Peerage of the United Kingdom erhoben. Am 2. Mai leistete er in Dublin Castle den Amtseid. Als unionistisch-konservativer Katholik sollte er sowohl für die Iren als auch für das britische Establishment annehmbar sein und dabei helfen, einen Waffenstillstand auszuhandeln. Für die katholischen Iren, die in Südirland einen eigenen Staat anstrebten, blieb er jedoch ein englischer Katholik und als Unionist ohnehin unannehmbar. Bei den Verhandlungen, die schließlich zum Anglo-Irischen Vertrag vom 6. Dezember 1921 führten, blieb er weitgehend außen vor, obwohl er sich auf allen Seiten um Versöhnung bemühte. Mit dem Inkrafttreten der Verfassung des Irischen Freistaats im Dezember 1922 endete auch Fitzalan-Howards Amtszeit und die jahrhundertealte Institution des Lord Lieutenant wurde durch das Amt eines Generalgouverneurs abgelöst, welches der irische Nationalist Tim Healy übernahm.

### Späte Jahre und Nachkommen
1925 wurde Fitzalan-Howard als Knight Companion in den Hosenbandorden aufgenommen. Er starb 1947 im Alter von 91 Jahren.
1879 hatte er Lady Mary Caroline Bertie, Tochter des Montagu Bertie, 7. Earl of Abingdon, geheiratet, mit der er zwei Kinder hatte:
- Hon. Mary Caroline Magdalan Fitzalan-Howard (1880–1974) starb unverheiratet.
- Henry Edmund Fitzalan-Howard, 2. Viscount FitzAlan of Derwent (1883–1962) war verheiratet und hatte zwei Töchter. Der Adelstitel erlosch somit bei seinem Tod.